# 파리드 시마이카

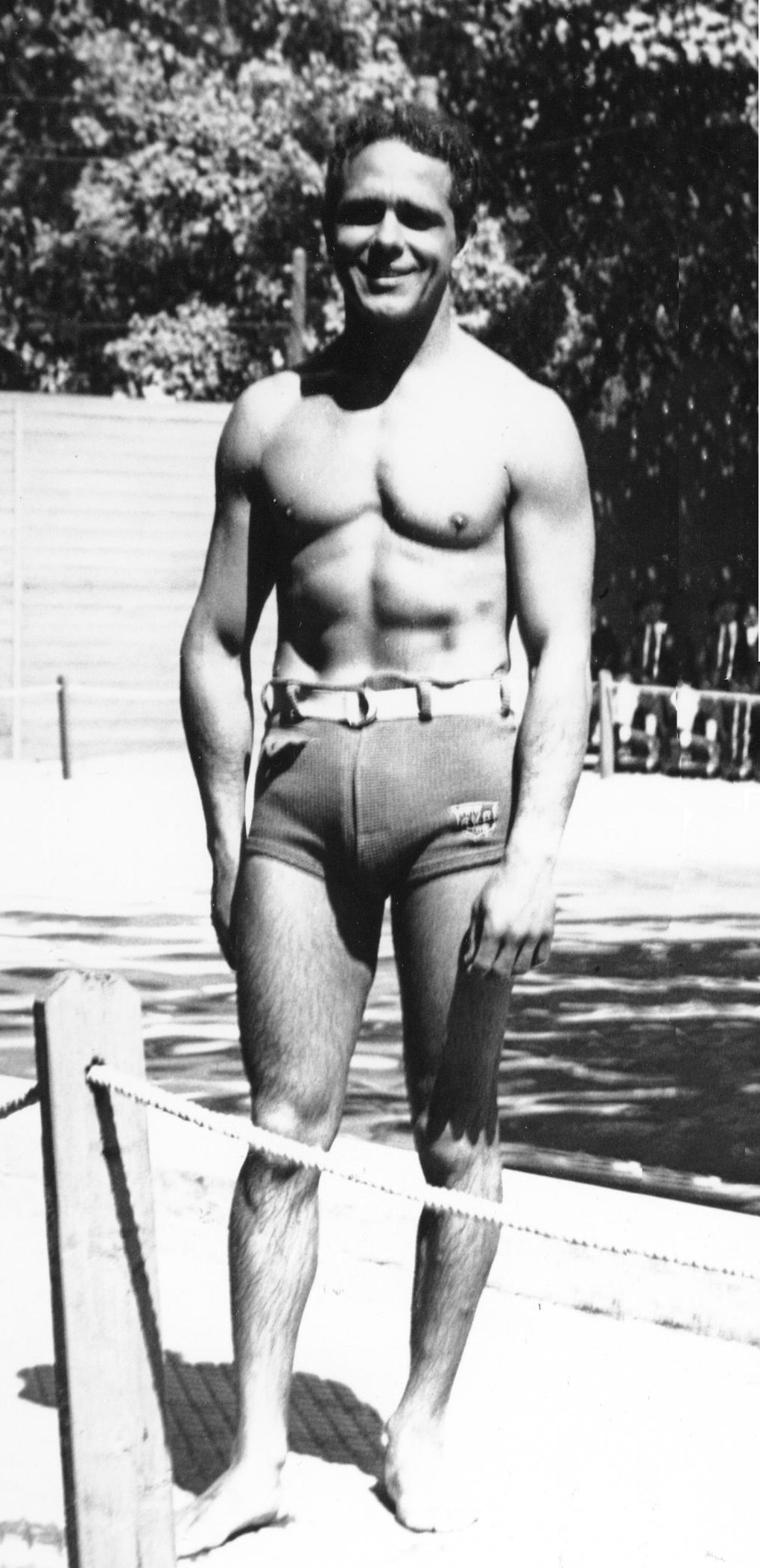

파리드 시마이카(아랍어: فريد سميكة)는 이집트의 다이빙 선수(1907년 6월 12일 ~ 1943년 9월 11일)였다.
알렉산드리아에서 가장 오래된 콥트교 집안들 중의 하나에서 태어나 후에 미국으로 건너갔다. 1928년 암스테르담 올림픽에 나가 10m 플랫폼 은메달과 3m 스프링보드 동메달을 획득하였다.
미국에서 훈련하는 동안에 시마이카는 플랫폼의 3회 AAU 타이틀과 1m 스프링보드의 1회 AAU 타이틀을 우승하였다. 프로로 전향한 후, 시카고의 "진보의 세기"부터 클리블랜드와 뉴욕에서 "빌리 로즈 수상 연예"까지 세계 박람회의 워터 쇼에 출연하였다.
미국 시민권을 얻고 제2차 세계 대전에 참전한 그는 미국 육군 항공대의 조종사로서 총을 맞고, 뉴기니섬에서 일본군에 의하여 참수되었다.